# Aach ed Djâjé
Aach ed Djâjé är en bergstopp i Libanon.   Den ligger i guvernementet Mohafazat Béqaa, i den centrala delen av landet, 50 kilometer sydost om huvudstaden Beirut. Toppen på Aach ed Djâjé är 1 304 meter över havet, eller 35 meter över den omgivande terrängen. Bredden vid basen är 0,56 km.
Terrängen runt Aach ed Djâjé är huvudsakligen kuperad. Närmaste större samhälle är Jezzîne, 19,6 kilometer väster om Aach ed Djâjé. 
Trakten runt Aach ed Djâjé består till största delen av jordbruksmark. Runt Aach ed Djâjé är det ganska tätbefolkat, med 58 invånare per kvadratkilometer.